# 同像性
在计算机编程中，同像性（homoiconicity來自希臘語單詞，homo-意為相同，icon含義表像），是某些编程语言的特殊屬性，这意味着用此语言书写的程序，可用使用这个语言将其作为数据来操纵，因此只要阅读程序自身，就能推论出来这个程序的内部表示。该属性经常被归结成，这个語言将“代碼當作数据”。

## 簡介
在同像性編程語言中，程序的主要表示方式，也是属于这个語言自身的原始類型的一种資料結構。這使得在这种语言中的元編程，比在没有这个属性的语言中要更加容易：在这种語言中的反射（在運行時檢查程序的實體），取決於單一的、同質的結構，而且它不必去處理以複雜語法形式出现的其它一些結構。同像性语言典型的包括对语法宏的完全支持，这允许编程者以简明方式来表达程序变换。
Lisp編程语言，是具有同像属性的典型範例，它設計得易于進行列表操纵，而且其結構用具有嵌套列表形式的S-表达式来给出，它可以由其他LISP代码来操纵。這類語言的其他例子有Clojure（一种現代流行的LISP方言），Rebol和Refal，以及最近的Julia等編程語言。

## 歷史
同像性一詞的原始來源，是論文《編譯器語言的巨集指令擴展》。其依據是早期具影響力的論文《TRAC文本處理語言》：
TRAC的主要設計目標之一，是其輸入腳本（用戶所輸入），應該同一於指示TRAC處理器內部動作的文本。換句話說，TRAC过程應該是以字串形式儲存於記憶體中，正如同用戶在鍵盤上鍵入的那樣。如果TRAC过程本身演化出新的过程，这些新过程也應該在同一個腳本中陳述出来。TRAC處理器在其动作中，將此腳本解释為它的程序。換句話說，TRAC翻译器程序（處理器），將这个計算機有成效地轉換為，具有新程序語言即TRAC語言的新計算機。在任何時候，程序或過程資訊都应当能够，以同於TRAC處理器在執行期間作用于其上的形式来显示出来。我們期望內部的字符代碼表示，同一于或非常相似于，外部的代碼表示。在当前的TRAC實作中，內部字符表示基於ASCII，因為TRAC过程和文本，在處理器內部和外部，都具有相同的表示，所以術語同像性（homoiconic）一詞是適用的，homo涵義相同，icon義為表像。
[...]

跟从沃伦·麦卡洛克的提議，依據查尔斯·桑德斯·皮尔士的術語，參見道格拉斯·麥克羅伊的“編譯器語言的巨集指令擴展”，ACM通訊，頁214-220; 1960年4月。
艾倫·凱在他1969年的博士論文中，使用並可能由此推廣了同像性這個術語：
所有先前的系統中，顯著的一組例外是Interactive LISP[...]和TRAC。兩者都是面向功能性的（一為列表，另一為字符串），都用一種語言與用戶交談，並且都具有 “同像性”，因為它們內部和外部表示本質上相同。它們都具有動態創建新函數的能力，然後可隨著用戶的喜好而精工细作。它們唯一最大的缺點是，以它們寫出的程序看起來就像，蘇美爾人把布尔那·布里亚什國王的信寫成巴比倫楔形文！[...]

## 用途及優點
同像性的一個優點是，向這個語言擴展新概念變得更加簡單，因為表示代碼的資料，可在程序的元層和基础層之間傳遞。函數的抽象語法樹，可以作為元層中的資料結構來合成和操纵，然後再被求值。它可以更容易理解如何操纵代碼，因為它可以被理解為簡單的資料（因为語言本身的格式同于資料格式）。
同像性的典型演示是元循環求值器。

## 實作方法
所有范紐曼型架構的系統，其中包括絕大多數當今的通用計算機，由於原始機器代碼在記憶體中的執行方式，其資料類型是位元組，故而可以隱含地描述為具有同像性。但是這個特征也可以在編程語言層別上抽象出來。
Lisp及其方言例如Scheme，Clojure，Racket等，使用S-表達式來實現同像性。
其他被认为具有同像性的语言包括：
- Curl[5]
- Elixir[6]
- Io[5]
- Julia[7][8][5]
- Prolog[5][9]
- R[10][11]
- Rebol[5]
- Red
- SNOBOL[5]
- Tcl[12][5]
- XSLT[13]
- Refal[5]
- Rexx
- Wolfram语言[14][15]

## 同像性語言的編程範例

### Lisp
Lisp使用S-表達式作為資料和源碼的外部表示。S-表達式可以用原始Lisp函數READ讀取。READ返回Lisp資料：列表、符號、數字和字串。原始Lisp函數EVAL使用以資料形式表示的Lisp代码，計算副作用並得出返回結果。結果由原始Lisp函數PRINT打印出來，它從Lisp資料產生一個外部的S-表達式。下面示例采用Common Lisp的SBCL实现。
以下Lisp示例，构造出的列表含有结构类型person：它有两个属性name和age，其类型分别是字符串和整数：
```
*
 
(
defstruct
 
person
 
name
 
age
)

PERSON

*
 
(
person-name
 
(
cadr
 
(
list
 
(
make-person
 
:name
 
"john"
 
:age
 
20
)
 
(
make-person
 
:name
 
"mary"
 
:age
 
18
)
 
(
make-person
 
:name
 
"alice"
 
:age
 
22
))))

"mary"

```

以下Lisp代码示例，使用了列表、符號和数值：
```
*
 
(
*
 
(
sin
 
1.1
)
 
(
cos
 
2.03
))
      
; 中綴表示法為 sin(1.1)*cos(2.03)

-0.39501375

```

使用原始Lisp函數LIST產生上面的表達式，並將變量EXPRESSION設置為結果：
```
*
 
(
defvar
 
expression
)

EXPRESSION

*
 
(
setf
 
expression
  
(
list
 
'*
 
(
list
 
'sin
 
1.1
)
 
(
list
 
'cos
 
2.03
))
 
)
  

(
*
 
(
SIN
 
1.1
)
 
(
COS
 
2.03
))

; Lisp傳回並打印結果

*
 
(
third
 
expression
)
    
; 表達式中的第三項

(
COS
 
2.03
)

```

將COS這項變更為SIN：
```
*
 
(
setf
 
(
first
 
(
third
 
expression
))
 
'SIN
)

SIN

; 變更之後的表達式為 (* (SIN 1.1) (SIN 2.03)).

```

求值表達式：
```
*
 
(
eval
 
expression
)

0.79888344

```

將表達式打印到字串：
```
*
 
(
princ-to-string
 
expression
)

"(* (SIN 1.1) (SIN 2.03))"

```

從字串中讀取表達式：
```
*
 
(
read-from-string
 
"(* (SIN 1.1) (SIN 2.03))"
)

(
*
 
(
SIN
 
1.1
)
 
(
SIN
 
2.03
))

24

; 傳回一個其中有列表，數字和符號的列表

```

### Prolog
Prolog是同像性语言并且提供了很多反射设施。
```
1
 
?-
 
X
 
is
 
2*5.

X
 
=
 
10.

2
 
?-
 
L
 
=
 
(
X
 
is
 
2*5
)
,
 
write_canonical
(
L
)
.

is
(
_,
 
*
(
2
,
 
5
))

L
 
=
 
(
X
 
is
 
2*5
)
.

3
 
?-
 
L
 
=
 
(
ten
(
X
)
:-
(
X
 
is
 
2*5
))
,
 
write_canonical
(
L
)
.

:-
(
ten
(
A
)
,
 
is
(
A,
 
*
(
2
,
 
5
)))

L
 
=
 
(
ten
(
X
)
:-X
 
is
 
2*5
)
.

4
 
?-
 
L
 
=
 
(
ten
(
X
)
:-
(
X
 
is
 
2*5
))
,
 
assert
(
L
)
.

L
 
=
 
(
ten
(
X
)
:-X
 
is
 
2*5
)
.

5
 
?-
 
ten
(
X
)
.

X
 
=
 
10.

6
 
?-

```

在第4行建立一个新子句。算符:-分隔一个子句的头部和主体。通过assert/1将它增加到现存的子句中，即增加它到“数据库”，这样我们可以以后调用它。在其他语言中可以称为“在运行时间建立一个函数”。还可以使用abolish/1或retract/1从数据库中移除子句。注意在子句名字后的数，是它可以接受的实际参数的数目，它也叫做元数。
我们可以查询数据库来得到一个子句的主体：
```
7
 
?-
 
clause
(
ten
(
X
)
,
Y
)
.

Y
 
=
 
(
X
 
is
 
2*5
)
.

8
 
?-
 
clause
(
ten
(
X
)
,
Y
)
,
 
Y
 
=
 
(
X
 
is
 
Z
)
.

Y
 
=
 
(
X
 
is
 
2*5
)
,

Z
 
=
 
2*5.

9
 
?-
 
clause
(
ten
(
X
)
,
Y
)
,
 
call
(
Y
)
.

X
 
=
 
10
,

Y
 
=
 
(
10
 
is
 
2*5
)
.

```

call类似于Lisp的eval函数。

### Rebol
Rebol可巧妙的演示将代码当作数据来操纵和求值的概念。Rebol不像Lisp，不要求用圆括号来分隔表达式。下面是Rebol代码的例子，注意>>表示解释器提示符，出于可读性而在某些元素之间增加了空格：
```
>> 
repeat
 
i
 
3
 [ 
print
 [ 
i
 
"hello"
 ] ]

1 hello
2 hello
3 hello
```

在Rebol中repeat事实上是内建函数而非语言构造或关键字。通过将代码包围在方括号中，解释器不求值它，而是将它当作包含字的块：
```
[ 
repeat
 
i
 
3
 [ 
print
 [ 
i
 
"hello"
 ] ] ]

```

这个块有类型block!，并且使用近乎赋值的语法，可以进一步的将它指定为一个字的值，这种语法实际上可以被解释器理解为特殊类型set-word!，并采用一个字跟随一个冒号的形式：
```
>> 
block
1
:
 [ 
repeat
 
i
 
3
 [ 
print
 [ 
i
 
"hello"
 ] ] ]
 ;; 将这个块的值赋值给字`block1`
== [repeat i 3 [print [i "hello"]]]
>> 
type
?
 
block1
 ;; 求值字`block1`的类型
== block!
```

这个块仍可以使用Rebol中提供的do函数来解释，它类似于Lisp中的eval。有可能审查块的元素并变更它们的值，从而改变要求值代码的行为：
```
>> 
block1
/
3
 ;; 这个块的第三个元素
== 3
>> 
block1
/
3
:
 
5
 ;; 设置第三个元素的值为5
== 5
>> 
probe
 
block1
 ;; 展示变更了的块
== [repeat i 5 [print [i "hello"]]]
>> 
do
 
block1
 ;; 求值这个块
1 hello
2 hello
3 hello
4 hello
5 hello
```

## 另見
- 标记法的认知维度，编程语言语法的设计原理。
- 串接编程语言。
- 面向语言编程。
- 符号式编程。
- 自修改代码。
- LISP，同像性语言的可能最周知的例子。
- 元编程，对同像性非常有用的编程技术。
- 实化。

## 外部連結
- Definition of Homoiconic at the C2 Wiki （页面存档备份，存于）